# 불가리아어 위키백과

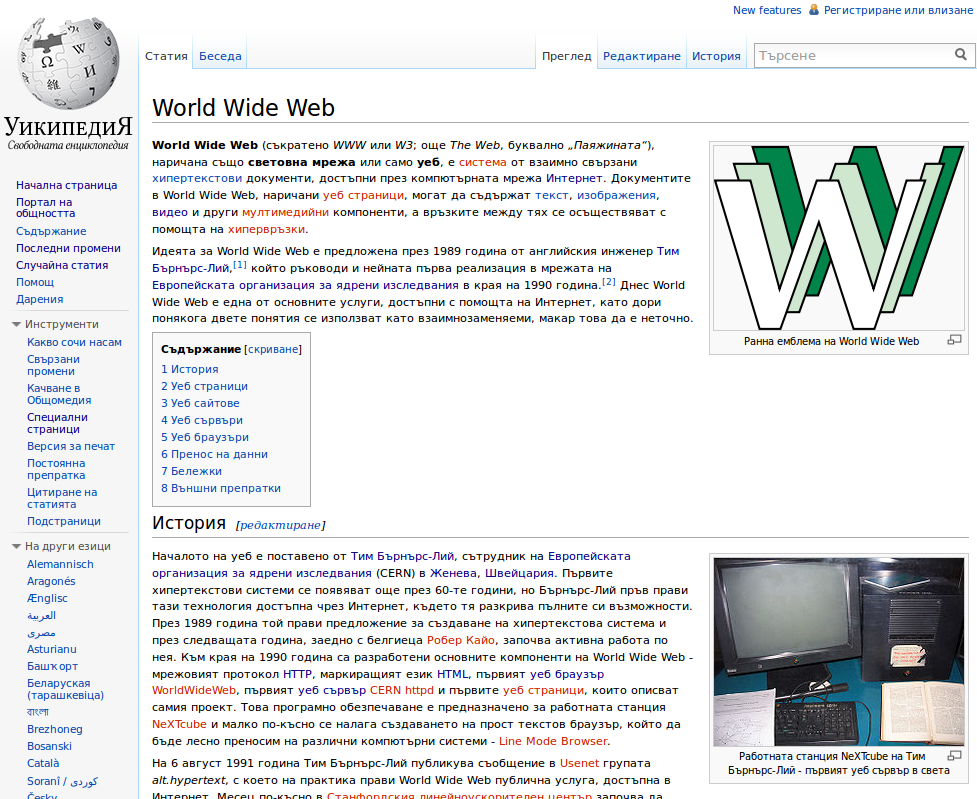

불가리아어 위키백과(불가리아어: Уикипедия)는 불가리아어 버전의 위키백과이다. 2013년 3월 3일에 문서 수가 144,956개이면서 전체 위키백과 중 30번째로 큰 위키백과로 올라 와 있다. 기호는 bg이다.